# 唐一岑墓
唐一岑墓，位于上海市崇明区城桥镇鳌山路苗圃东端，是明朝南直隶崇明县知县唐一岑的墓葬。嘉靖三十三年（1554年），唐一岑在与倭寇的战斗中阵亡，当年被安葬于平洋沙旧城的西南角，清朝雍正九年（1731年）时被迁葬于蟠龙镇东500米的位置，同治十二年（1873年）墓旁修建了唐一岑祠。中华人民共和国成立后，该墓于20世纪50年代两次得以修葺。1990年唐一岑墓前迁葬至现址。1992年，唐一岑墓被列为上海市文物保护单位。

## 历史
唐一岑，字惟高，广西临桂县人。明朝嘉靖三十二年（1553年）起担任崇明知县。嘉靖三十三年（1554年），倭寇进攻崇明县治平洋沙，被唐一岑率众击退。当年五月倭寇再次进攻，城池被倭寇内应打开，唐一岑随后战死。同年唐一岑被安葬于平洋沙旧城的西南角，旁边建有他的祠堂。清朝雍正九年（1731年）墓葬被迁移至蟠龙镇东500米的位置。清同治十二年（1873年），崇明知县曹文焕在唐一岑墓前修建了一座面阔三间的祠堂，此时的墓地占地约1亩，墓地周围种植有大量绿植。
中华民国时期，唐一岑祠中供奉了神位，并树立了两块纪念碑。抗日战争期间，唐一岑祠内的唐公碑被日军推倒。中华人民共和国成立后，1952年，江苏省政治协商会议主持重修了唐一岑墓。1957年，江苏省文化局将唐一岑墓列为江苏省文物保护单位，并于当年9月拨款重修了唐一岑墓。这次维修中该墓的墓丘以水泥围砌，墓台周围建有栏杆，墓旁立有一块“抗倭殉难”的纪念碑。这次维修还重修了唐一岑祠。此后崇明县划归上海。文化大革命前，唐一岑祠被挪用为仓库。1976年时因开河而拆除了唐一岑祠，唐一岑墓不久后也湮没于杂草之中。1977年，唐一岑墓被上海市革命委员会列为四类文物保护单位。1981年，唐一岑墓被公布为崇明县文物保护单位。1990年，因唐一岑墓前开河，该墓随即被上海市文物管理委员会迁移至城桥镇鳌山路，是为现址，当年4月12日正式竣工。1992年，唐一岑墓被列为上海市文物保护单位。2015年8月，唐一岑墓被列为崇明县爱国主义教育基地。:176

## 结构
唐一岑墓位于上海市崇明区城桥镇鳌山路苗圃东端，墓前建有一座高6米的单间石牌坊，石牌坊两侧各有一只蹲姿石狮，石牌坊与墓之间有石块铺成的长20米、宽3米的墓道相连，墓道两侧树立了4块石碑，分别为清朝乾隆年间、同治年间、1957年和1990年的碑记。墓葬前立有一块写有“明唐一岑墓”的墓碑，墓碑前摆放有一张石供桌。墓丘周围以石块围砌，上方盖有封土，墓丘周围的平台也以石块铺砌。墓葬后方建有一座白色照墙。:176

## 备注
1. ↑  该墓碑是由赵朴初题写的[2]。